# Tolvskillingsmarken
Tolvskillingsmarken, även Tolvskillingsmarknaden, är en årlig marknad i Oskarshamn. Marknaden arrangerades första gången år 1972.

## Namnet
Tolvskillingsmarken är uppkallad efter Döderhultarn, som kallades ”Tolvskillingen”. Marken är ett dialektalt ord som betyder ”marknad” och, i oförändrad bestämd form, ”marknaden”.